# مذبحة بوجورو
مذبحة بوجورو، التي وقعت في 24 فبراير 2003، كانت هجومًا على قرية بوجورو في جمهورية الكونغو الديمقراطية من قبل الجبهة القومية والتكاملية وجبهة المقاومة الوطنية لإيتوري. يُزعم أن المهاجمين قاموا بـ«موجة قتل عشوائية»،  مما أسفر عن مقتل ما لا يقل عن 200 مدني، وسجن الناجين في غرفة مليئة بالجثث، واستعباد النساء والفتيات جنسياً. اتهمت المحكمة الجنائية الدولية اثنين من زعماء المتمردين، وهما جيرمان كاتانغا وماثيو نغودجولو تشوي، بارتكاب جرائم حرب وجرائم ضد الإنسانية بسبب دورهما المزعوم في التخطيط للهجوم.

## خلفية
بوغورو هي قرية في مقاطعة إيتوري، في الشمال الشرقي من جمهورية الكونغو الديمقراطية. بين عامي 1999 و2003، كانت إيتوري مسرحًا لصراع عنيف بين جماعات ليندو ونغيتي وهيما العرقية. سيطر اتحاد الوطنيين الكونغوليين الذي يهيمن عليه الهيما على بونيا، عاصمة المقاطعة، في أغسطس 2002.
كانت بوجورو مدينة ذات أهمية إستراتيجية على الطريق بين بونيا والحدود مع أوغندا،  مع معسكر لاتحاد الوطنيين الكونغوليين في وسط المدينة. كان الهجوم يهدف إلى إخراج اتحاد الوطنيين الكونغوليين من بوغورو، ولكن بدا أيضًا أنه «عملية انتقامية ضد سكان هيما المدنيين». كان ذلك جزءًا من خطة قام بها متمردو ليندو ونغيتي لمهاجمة القرى التي تقطنها أغلبية هيما استعدادًا لشن هجوم على بونيا.

## الهجوم
في 24 شباط / فبراير 2003، مئات من مقاتلي الجبهة القومية وقوات المقاومة الوطنية في إيتوري - بما في ذلك أطفال دون سن الخامسة عشرة  - هاجموا بوجورو بالمناجل والرماح والسهام وقذائف الهاون وقاذفات صواريخ والأسلحة النارية.  طبقاً للمحكمة الجنائية الدولية، فقد طافوا بالقرية و«اقتربوا باتجاه المركز في فورة قتل»، مما أسفر عن مقتل ما لا يقل عن 200 مدني، وسجن الناجين في غرفة مليئة بالجثث، واستعباد النساء والفتيات جنسياً.  وقُتل بعض سكان القرية بإضرام النار في منازلهم، وتعرض آخرون للضرب بالمناجل حتى الموت. ذكرت الأمم المتحدة أن 173 من الضحايا كانوا تحت سن 18 عامًا.
وزعم زعيم اتحاد الوطنيين الكونغوليين توماس لوبانغا أن 400 شخص قتلوا وفقد 500 بعد الهجوم.  وقال إن «السكان المدنيين ذبحوا ببرود شديد».
نجح الهجوم في طرد قوات اتحاد الوطنيين الكونغوليين من بوجورو في غضون ساعات قليلة.

## إجراءات المحكمة الجنائية الدولية
في مارس / آذار 2004، أحالت حكومة جمهورية الكونغو الديمقراطية الوضع في البلاد إلى المحكمة الجنائية الدولية. في يوليو / تموز 2007، وجدت المحكمة أن هناك أسبابًا معقولة للاعتقاد بأن اثنين من زعماء المتمردين، جيرمان كاتانغا وماثيو نغودجولو تشوي، يتحملان المسؤولية الجنائية الفردية عن جرائم الحرب والجرائم ضد الإنسانية التي ارتكبت أثناء هجوم بوجورو، وأصدرت مذكرات اعتقال مختومة بإلقاء القبض عليهما.   وجهت للرجلين ست تهم بارتكاب جرائم حرب (القتل العمد؛ المعاملة اللاإنسانية أو المعاملة القاسية؛ استخدام الأطفال دون سن الخامسة عشرة للمشاركة بنشاط في الأعمال العدائية؛ الاسترقاق الجنسي؛ تعمد توجيه هجمات ضد المدنيين؛ والنهب) وثلاث تهم جرائم ضد الإنسانية (القتل العمد والأفعال اللاإنسانية والاستعباد الجنسي). ويُزعم أنهم أمروا مقاتليهم بـ «القضاء على» قرية بوجورو. 
كاتانغا، الذي احتجزته السلطات الكونغولية منذ مارس 2005، نُقل إلى المحكمة الجنائية الدولية في أكتوبر / تشرين الأول 2007.  اعتقلت السلطات الكونغولية نجودجولو في 6 فبراير / شباط 2008 وسلمته إلى المحكمة الجنائية الدولية. سيحاكم الرجلان معا؛ جلسة الاستماع لتأكيد التهم الموجهة إليهم بدأت في 27 يونيو 2008.

## روابط خارجية
- المدعي العام ضد جيرمان كاتانغا وماثيو نغودجولو شوي - سجلات المحكمة العامة المتعلقة بمحاكمة المحكمة الجنائية الدولية